# Djedankhre Montemsaf
Djedankhre Montemsaf là một vị vua người Thebes của vương triều thứ 16 nằm ở Thượng Ai Cập trong Thời kỳ Chuyển tiếp thứ Hai vào khoảng năm 1590 TCN. Như vậy ông sẽ cai trị đồng thời với vương triều thứ 15 mà kiểm soát miền Trung và Hạ Ai Cập.

## Chứng thực
Djedankhre Montemsaf được chứng thực bởi một khối đá có khắc chữ được tìm thấy ở Gebelein, một lưỡi rìu bằng đồng không rõ nguồn gốc mà ngày nay nằm tại bảo tàng Anh, nó có mang dòng chữ "Vị thần rộng lượng Djedankhre, ban cho sự sống" và cuối cùng là hai con dấu bọ hung cũng không rõ xuất xứ. Djedankhre Montemsaf không được chứng thực trên những mảnh giấy còn sót lại của cuộn giấy cói Turin, triều đại của ông và của 4 vị vua khác thuộc giai đoạn cuối của vương triều thứ 16 đã bị mất trong một khoảng trống. Vì lý do này, vị trí chính xác trong biên niên sử cũng như độ dài triều đại của ông không thể được xác định chắc chắn.

## Vị trí trong biên niên sử
Theo cách sắp xếp mới đối với các vị vua thuộc thời kỳ Chuyển tiếp thứ Hai và Kim Ryholt, Djedankhre Montemsaf đã kế vị Djedneferre Dedumose II và đã được kế vị bởi Merankhre Mentuhotep VI. Do đó ông là một vị vua thuộc giai đoạn cuối của vương triều thứ 16 và có thể đã trị vì vào khoảng năm 1590 TCN. Các lý lẽ chứng minh cho điều này đó là: 1) hình thức tên prenomen của ông Ḏd-X-Rˁ, giống với của Dedumose I và Dedumose II; 2) địa điểm của những hiện vật chứng thực cho Montemsaf là ở Thebes và ở phía Nam; và thứ 3) kiểu dáng của lưỡi rìu đồng có thể được xác định là vào giai đoạn cuối của thời kỳ Chuyển tiếp thứ Hai.
Mặt khác, trong một nghiên cứu trước đây Jürgen von Beckerath đã đặt Djedankhre Montemsaf vào vương triều thứ 13, sau Mentuhotep VI và được kế vị bởi Dedumose I.